# Jahr der Geisteswissenschaften

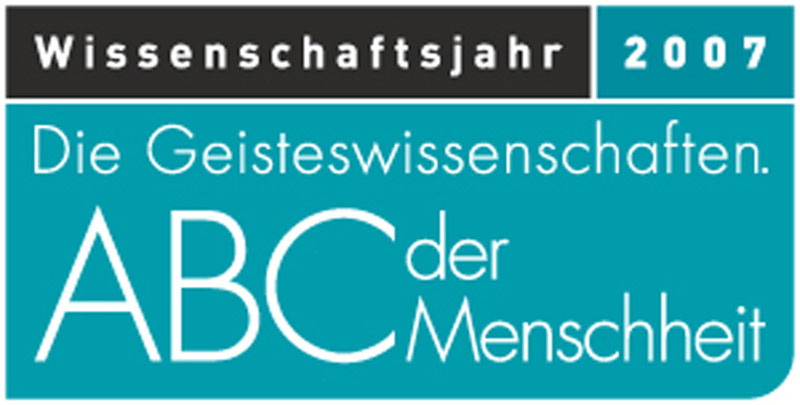
Offizielles Logo im Wissenschaftsjahr 2007

Das Jahr der Geisteswissenschaften war das achte in der Reihe der Wissenschaftsjahre. Die Wissenschaftsjahre werden seit dem Jahr 2000 mit wechselnden Themenschwerpunkten vom Bundesministerium für Bildung und Forschung (BMBF) und der Initiative Wissenschaft im Dialog (WiD) ausgerichtet. Den Anfang machte das Jahr der Physik (2000). Darauf folgten das Jahr der Lebenswissenschaften (2001), das Jahr der Geowissenschaften (2002), das Jahr der Chemie (2003), das Jahr der Technik (2004), das Jahr der Physik 2005 (Einsteinjahr) und das Informatikjahr (2006). Die Wissenschaftsjahre sollen einen Austausch zwischen Wissenschaft und Öffentlichkeit ermöglichen und das Interesse möglichst vieler Menschen für wissenschaftliche Themen wecken. Im Wissenschaftsjahr 2007, das unter dem Motto „Die Geisteswissenschaften. ABC der Menschheit“ stand, sollte die Aufmerksamkeit auf die Vielfalt und die Leistungen der Geisteswissenschaften gelenkt werden. Das Wissenschaftsjahr 2008 ist das Jahr der Mathematik.

## Hintergrund

### Geisteswissenschaften in Deutschland
Der Wissenschaftsrat zählt auf Basis der Systematik des Statistischen Bundesamtes 17 Studienbereiche und 96 Fächer zu den Geisteswissenschaften. Als Kriterium für die Zuordnung gilt die Auseinandersetzung mit den Bereichen, die den Menschen als geistiges Wesen ausmachen: Sprache und Kommunikation, Philosophie und Religionen, Künste und Kulturen. Zu den Sprachwissenschaften und Kulturwissenschaften zählen die alt- bzw. neusprachlichen Philologien, die sich der Sprache, Literatur und Landeskunde aller europäischen und außereuropäischen Länder und Kulturkreise widmen. Auch Philosophie, Religionswissenschaften, Geschichte, Archäologie und Kommunikationswissenschaften werden den Sprach- und Kulturwissenschaften zugerechnet. Sie gliedern sich in weitere Spezialdisziplinen. Neben den häufig vertretenen Fächern wie Germanistik, Anglistik und Romanistik gehören hierzu auch Gebiete wie Sinologie, Japanologie oder Afrikanistik. Weiterer Bestandteil des geisteswissenschaftlichen Fächerkanons sind die Kunstwissenschaft, Theaterwissenschaft, Filmwissenschaft und die Musikwissenschaften, ebenso die Studiengänge Bildende Kunst und Design, Jazzmusik und Kirchenmusik sowie Regie und Schauspiel.

### Studierendenzahlen
2006 nahmen knapp 87.000 Personen ein Studium der Geisteswissenschaften auf. Das sind 25 Prozent aller 345.000 Studienanfänger. Die Zahl der Erstsemester in den Geisteswissenschaften ist in den letzten zehn Jahren um ca. 25 Prozent gestiegen. Von den fast zwei Millionen Studierenden war im Jahr 2006 jeder Vierte (499.000) in einem geisteswissenschaftlichen Studiengang eingeschrieben. 2006 waren 59.000 Absolventen, das heißt 22 Prozent der aller deutschen Hochschulabsolventen Geisteswissenschaftler. Das Bild der Geisteswissenschaften in der Öffentlichkeit wird von wenigen, großen Fächern bestimmt. Die höchsten Studierendenzahlen verzeichneten 2006 die Germanistik (92.000 Studierende), die Anglistik/Amerikanistik (48.000) und die Geschichtswissenschaft (40.000). Sehr kleine Studentenzahlen wiesen dagegen zum Beispiel die außereuropäischen Sprach- und Kulturwissenschaften (insgesamt 12.685), die Klassische Philologie (4.017), die Theologie (jeweils ca. 8.000) und die Regionalwissenschaften (2.223) auf. Geisteswissenschaftliche Fächer werden vorwiegend von Frauen studiert. Mehr als zwei Drittel der Studierenden der Geisteswissenschaften waren 2006 weiblich, 73 Prozent der Absolventen waren Frauen (2006). Jedoch war nur jede vierte Professorenstelle mit einer Frau besetzt.

### Fördermaßnahmen
Das Bundesministerium für Bildung und Forschung (BMBF) hat im Wissenschaftsjahr 2007 mit der Förderinitiative „Freiraum für die Geisteswissenschaften“ konkrete Maßnahmen zur Stärkung der Geisteswissenschaften eingeleitet. Dazu gehört die Einrichtung von Käte Hamburger Kollegs für geisteswissenschaftliche Forschung, die als Knotenpunkte europäischer und internationaler Netzwerke fungieren sollen. Gleichzeitig wurden erstmals Geisteswissenschaftler ausdrücklich zur Mitwirkung im 7. Forschungsrahmenprogramm der Europäischen Union aufgefordert. Mit Hilfe von Beratungsangeboten und mehrmonatigen Aufbauphasen begleitet das BMBF deutsche Geisteswissenschaftler durch die europäische Forschungslandschaft, wobei insbesondere Nachwuchswissenschaftler ermutigt werden sollen, grenzüberschreitende Forschergruppen aufzubauen. Ein weiterer Schwerpunkt der Förderinitiative ist die Kooperation zwischen Geistes- und Naturwissenschaften, die in Forschungsverbünden zusammenarbeiten werden. Bis zum Jahr 2009 werden rund 64 Millionen Euro für die Geisteswissenschaften zur Verfügung gestellt.

## Das Oberthema „Sprache“
Sprache in all ihren Ausprägungen hat als Gegenstand und Medium große Bedeutung für das gesamte Spektrum geisteswissenschaftlicher Forschung und war deshalb das Oberthema im Jahr der Geisteswissenschaften 2007.
Zum Beispiel werden in der Linguistik die universellen Merkmale und Funktionsmechanismen der Sprache analysiert. Phonetik und Phonologie beschäftigen sich als Teilbereiche der Linguistik mit der Dokumentation und Erklärung unterschiedlicher Laute. Dabei geraten nicht nur die aktuell gesprochenen Sprachen in den Blick, sondern auch deren Wandel über die Zeiten. Die Geschichtswissenschaft gewinnt über den Sprachwandel Indizien für die Veränderung von Gesellschafts- und Machtstrukturen, schriftliche Überlieferungen und Inschriften spielen somit eine wichtige Rolle in der historischen Forschung. Hinzu kommt, dass sich anhand der Veränderungen in Sprachgebrauch, Grammatik und Aussprache die Entwicklung verschiedener Sprachfamilien über Jahrtausende hinweg verfolgen lässt. In der Literaturwissenschaft stehen dagegen die ästhetischen und semantischen Aspekte im Mittelpunkt.
Sprache erschöpft sich nicht in Rede und Schrift, sondern findet sich auch in Mimik und Gestik, Musik und Tanz. Somit ist sie nicht nur Gegenstand der Sprachwissenschaft oder Literaturwissenschaft, sondern auch der Theaterwissenschaft, Musikwissenschaft und Kunstwissenschaft.
Das Oberthema „Sprache“ schlägt sich im Motto „Die Geisteswissenschaften. ABC der Menschheit“ nieder und fungiert als motivische Klammer des Wissenschaftsjahres 2007, durch die alle Veranstaltungen und Partner miteinander in Verbindung stehen. Das Motiv taucht in unterschiedlichen Veranstaltungen auf, z. B. im Wettbewerb „Das schönste ABC der Welt“ oder im zentralen Ausstellungsbeitrag der Staatlichen Museen zu Berlin „Das ABC der Bilder“.

## ABC-Installationen

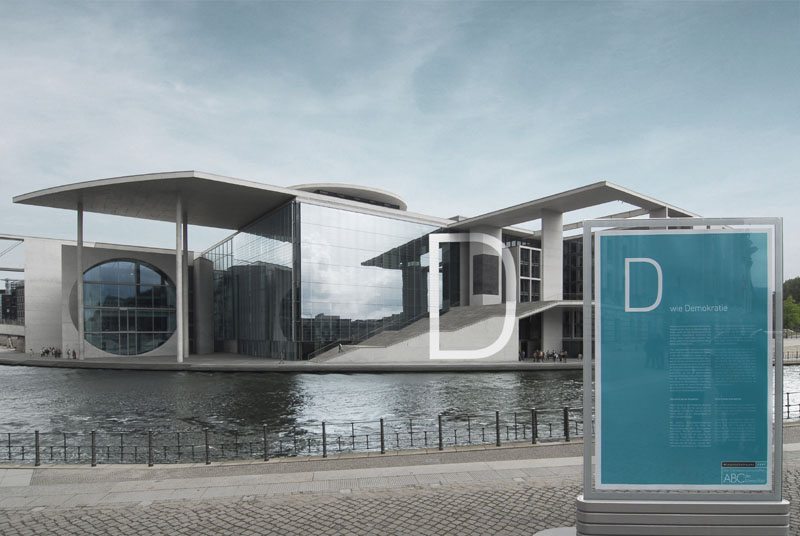
„D wie Demokratie“ am Marie-Elisabeth-Lüders Haus Berlin im Juli 2007.

Das Motto des Wissenschaftsjahres „Die Geisteswissenschaften. ABC der Menschheit“ wurde durch Buchstabeninstallationen an prominenten öffentlichen Gebäuden in Berlin sichtbar gemacht. Die bis zu 26 Meter hohen Installationen bestanden aus weißen Folienstücken und wurden von Fassadenkletterern so an den dreidimensionalen Gebäudefassaden angebracht, dass sie für den Betrachter von genau einem Punkt aus als einheitlicher Buchstabe erschienen. Verließ man diesen Standpunkt, zerfiel der Buchstabe wieder in eine Ansammlung von weißen Flächen.
Die aus vielen Einzelteilen bestehenden Buchstaben fungierten auf mehrfache Weise als Analogie und Sinnbild für die Geisteswissenschaften. Zum einen spiegelten sie den multiplen Charakter der geisteswissenschaftlichen Fakultät wider, in der mehr als 90 Fächer mit je unterschiedlichen Forschungsgegenständen bzw. Perspektiven auf die Wirklichkeit verbunden sind. Zum anderen verwiesen sie allgemein auf die Syntheseleistungen der geisteswissenschaftlichen Reflexion, in der Teilaussagen und -erkenntnisse zu einem Ganzen zusammengesetzt werden. Ihre Verteilung im öffentlichen Raum brachte zum Ausdruck, wie die Bedeutung der Geisteswissenschaften in unterschiedliche Bereiche der Gesellschaft hineinragt.

## Veranstaltungen

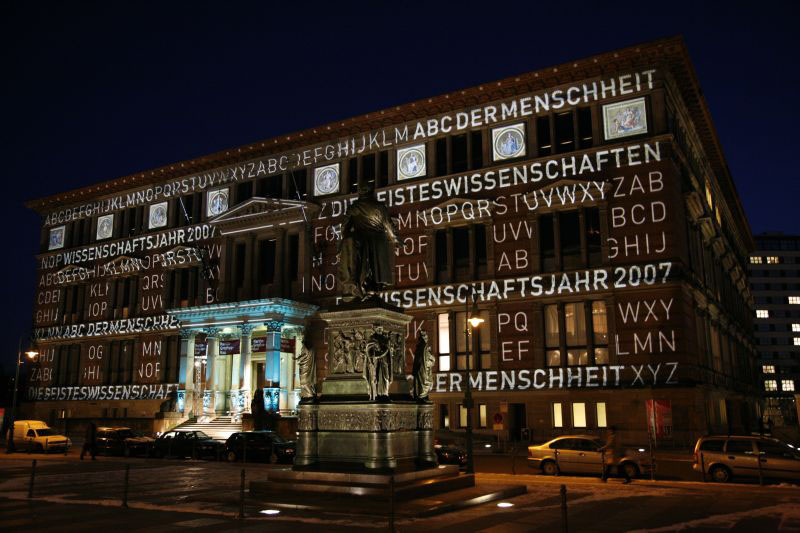
Auftaktveranstaltung im Martin-Gropius-Bau Berlin am 25. Jan. 2007.

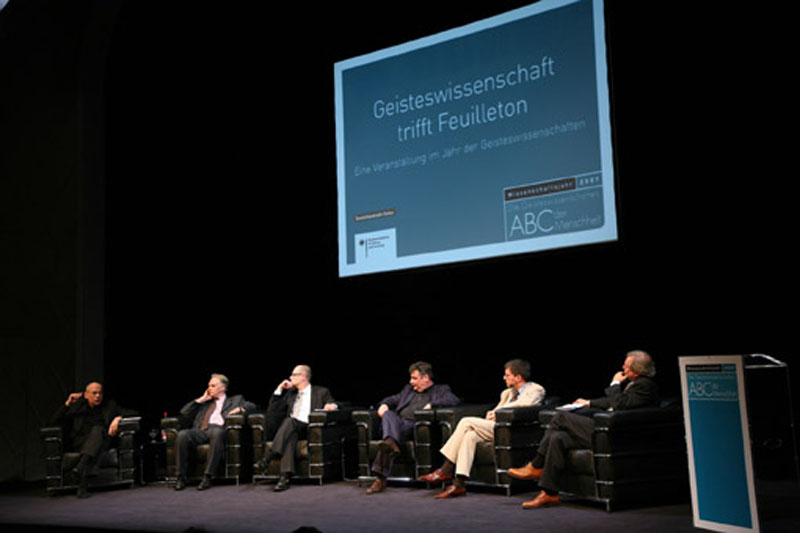
„Geisteswissenschaft trifft Feuilleton“, v. l. n. r. Dr. Wolfgang Hagen (Deutschlandradio Kultur), Jens Jessen (Die Zeit), Andrian Kreye (SZ), Eckhard Fuhr (Die Welt), Patrick Bahners (FAZ) und Moderator Dr. Wolfgang Herles (ZDF Aspekte).

Insgesamt 331 Partner aus Wissenschaft und Kultur (Schulen, Universitäten, Stiftungen, Forschungseinrichtungen, Unternehmen, Theater, Museen und Medien) engagierten sich im Wissenschaftsjahr 2007 und organisierten bundesweit 1064 Veranstaltungen. Die Auftaktveranstaltung im Berliner Martin-Gropius-Bau (25. Januar 2007) wurde von der damaligen Bundesbildungsministerin Annette Schavan eröffnet. Festredner war der Träger des Friedenspreises des Deutschen Buchhandels, Professor Wolf Lepenies.
Vom 23. bis zum 25. April fand eine interdisziplinäre Tagung unter dem Titel „UnternehmerGeist - Geisteswissenschaften und Wirtschaft“ an der TU Braunschweig statt, bei der die Frage nach den Geisteswissenschaften als Wirtschaftsfaktor im Mittelpunkt stand. Am 8. Mai 2007 eröffnete die Bundesforschungsministerin im Maxim-Gorki-Theater die Diskussionsveranstaltung „Geisteswissenschaft trifft Feuilleton“, auf der führende Wissenschaftler mit Leitern der großen deutschen Feuilletonredaktionen über die Bedeutung des Feuilletons sowie über das Verhältnis von Geisteswissenschaften und Öffentlichkeit diskutierten.
Eingeleitet durch die „Lange Nacht der Wissenschaften“ im Ruhrgebiet fand vom 9. bis 15. Juni der „Wissenschaftssommer“ in Essen statt, den rund 35.000 Menschen besuchten, um sich an 40 „Wissens-Stationen“ über die einzelnen Geisteswissenschaften zu informieren. Das Ausstellungsschiff MS Wissenschaft steuerte entlang deutscher Flüsse über 30 Städte an und begleitete das Jahr der Geisteswissenschaften mit einer Ausstellung zu Sprache und Kommunikation. Der Rap-Poet Bas Böttcher trat eine Lesereise quer durch Deutschland an und besuchte als „Botschafter des Jahres“ 16 Schulen. Am 27. November 2007 wurde das Jahr der Geisteswissenschaften im Berliner Pergamonmuseum feierlich angeschlossen. Alle Veranstaltungen aus dem gesamten Bundesgebiet können noch auf der offiziellen Website www.abc-der-menschheit.de eingesehen werden.

## Botschafter
Prominente Persönlichkeiten traten als Unterstützer für das Jahr der Geisteswissenschaften auf, darunter der Rap-Poet Bas Böttcher, der Verleger Manuel Herder, die Unternehmerin Nicola Leibinger-Kammüller, die Schauspielerin Franka Potente, der Schriftsteller Rüdiger Safranski, die Schauspielerin Nadja Uhl und die Choreographin Sasha Waltz.

## Wettbewerbe
Im Rahmen des Wissenschaftsjahres 2007 fanden sieben bundesweite Wettbewerbe statt. Beim Hochschulwettbewerb „Geist begeistert“ wurden aus über 170 eingesandten Bewerbungen 49 Projektideen – von dem Videowettbewerb „Ich bin im Bilde!“ zur Veranschaulichung von Geisteswissenschaften bis hin zu „Museumskoffern“ für Weimarer Museen – ausgezeichnet und erhielten je 15.000 Euro für die Umsetzung.
Insgesamt 70 Projekte zum Thema Sprache wurden im Schulwettbewerb „Was sprichst du?“ mit je 2.000 Euro ausgezeichnet. Schülerinnen und Schüler aus Wulfen haben sich vorgenommen, die rätselhafte Tonscheibe aus dem Palast von Phaistos auf Kreta zu entschlüsseln, Kinder in Riegelsberg versuchen sich per Videoinstallation am Turmbau zu Babel, und in Stuttgart werden die Grenzen der SMS-Sprache ausgelotet. „Ich bin im Bilde“ war ein Wettbewerb für studentische Filmemacherinnen und Filmemacher, bei dem zur Visualisierung geisteswissenschaftlicher Themen aufgerufen wurde. Der U20-Poetry-Slam-Wettbewerb war ein mehrstufiger Gedicht- und Performance-Wettbewerb für Jugendliche, bei dessen Finale am 6. Oktober in Berlin der deutsche Meister, Julian Heun, gekürt wurde. In Kooperation mit der Zeitschrift KULTURAUSTAUSCH wurde der internationale Wettbewerb „Das schönste ABC der Welt“ ausgeschrieben, bei dem aus 2.500 Wörtern aus 60 Nationen „yakamoz“ als schönstes Wort der Welt gekürt wurde (türkisch für: „die Widerspiegelung des Mondes im Wasser“). Von der Initiative Deutsche Sprache und der Stiftung Lesen wurde „Der schönste erste Satz“ eines Buches ausgezeichnet. Die zehn Gewinner des Expertisen-Wettbewerbs „Arts and Figures“ werden vom BMBF für Studien zum Thema „Geisteswissenschaftler in Beruf und Arbeitsmarkt“ gefördert. Die Begabtenförderwerke der Bundesrepublik Deutschland zeichneten die drei Gewinnerinnen und Gewinner des Wettbewerbs „Geist (d)er Stunde“ auf der Abschlussveranstaltung des Jahres der Geisteswissenschaften am 27. November 2007 in Berlin aus.